# Ridi pagliaccio (film 1928)
Ridi pagliaccio (Laugh, Clown, Laugh) è un film del 1928 diretto da Herbert Brenon. Il soggetto è l'adattamento cinematografico del lavoro teatrale Laugh, Clown, Laugh! di David Belasco e Tom Cushing tratto dal Ridi, Pagliaccio di Fausto Maria Martini. Il dramma venne messo in scena a Broadway il 28 novembre 1923, interpretato da Lionel Barrymore e Irene Fenwick che si erano sposati proprio quell'anno.

## Trama

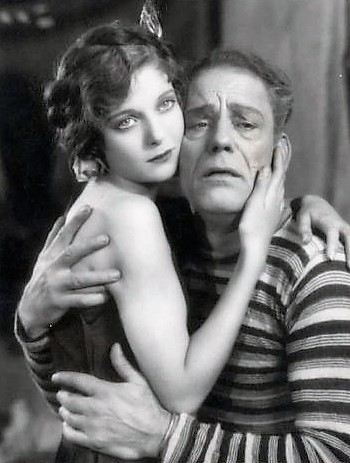
Loretta Young e Lon Chaney

Tito, clown in un circo girovago, trova una bambina abbandonata. Decide di adottarla. La chiama Simonetta, come il suo compagno Simon, e la alleva come fosse sua figlia. Un giorno, la ragazza, ormai cresciuta, incontra Luigi, un uomo molto ricco. Questi si innamora perdutamente di lei, ma Simonetta lo rifiuta. Tito, nel frattempo, si accorge tutto d'un tratto che Simonetta non è più una bambina. L'uomo si rende conto di provare per lei un sentimento amoroso ma si rende anche conto che quella è la bambina che lo ha sempre considerato un padre.
Luigi comincia ad avere un'incontrollabile risata poiché Simonetta lo ha rifiutato. Tito comincia a cadere in depressione poiché crede che non può avere nessuna possibilità di avere Simonetta come interesse d'amore. Tutti e due si fanno visitare dallo stesso dottore sulle loro condizioni e si incontrano per la prima volta. Essi condividono i loro rispettivi problemi e credono che possono aiutarsi a vicenda, non sapendo che tutti e due sono innamorati della stessa donna. Tuttavia i due iniziano una forte amicizia finché Luigi chiede a Simonetta di sposarlo. Alla fine Simonetta accetta la sua proposta, che getta Tito in una malinconia ancora più profonda. Simonetta sa degli affetti di Tito su di lei prima di sposare Luigi. Lei dice che amava Tito prima che amasse Luigi, poi va a rompere il fidanzamento con Luigi.
Mentre Simonetta rompe il fidanzamento con Luigi, Tito e Simon iniziano a provare qualche nuovo numero circense. Tito non crede che l'amore di Simonetta sia sincero, ma pensa che sia solo per pietà. Tito diventa talmente emotivamente isterico che cade dalla corda da funambolo e muore, permettendo a Simonette di sposare Luigi.

## Produzione
Il film fu prodotto da Herbert Brenon e da Irving Thalberg per la Metro-Goldwyn-Mayer (MGM) con un budget stimato di 293.000 dollari. Venne girato dal 19 dicembre 1927 al 2 febbraio 1928 all'Elysian Park di Los Angeles.

## Distribuzione
Distribuito dalla Metro-Goldwyn-Mayer (MGM), il film uscì nelle sale cinematografiche USA il 14 aprile 1928. Del film esiste un'ottima copia in 35 mm conservata nel Regno Unito. Nel 2003, è stata masterizzata e distribuita in DVD dalla Warner Home Video.